# 2HEARTS
2HEARTS（トゥーハーツ）は、日本の声優ユニットである。ゲーム『アンジェリークSpecial2』において、立木文彦（ヴィクトール役）と森川智之（エルンスト役）が、デュエットソング「夢のありか」を歌った事が結成のきっかけとされる。コーエー、Lantis所属。

## 作品

### シングル
- 1st「EVER FREE」2004年3月31日発売
  1. EVER FREE（musou version）
    - プレイステーション2ゲーム『真・三國無双3 Empires』イメージソング

  2. ギャンブラー！
  3. 満ち干
  4. EVER FREE（CM version）
- 2nd「Dearest You」2006年8月23日発売
  1. Dearest You
    - テレビアニメ『恋する天使アンジェリーク 〜心のめざめる時〜』エンディング主題歌
    - 作詞：尾崎雪絵、作曲・編曲：飯塚昌明

  2. 賽を振れ
    - 作詞：尾崎雪絵、作曲・編曲：飯塚昌明

  3. Dearest You（off vocal）
  4. 賽を振れ（off vocal）
- 3rd「約束の地へ」2007年2月14日発売
  1. 約束の地へ
    - テレビアニメ『恋する天使アンジェリーク ～かがやきの明日～』エンディング主題歌
    - 作詞：尾崎雪絵、作曲・編曲：飯塚昌明

  2. 雨音のregret
    - 作詞：尾崎雪絵、作曲・編曲：飯塚昌明

  3. 約束の地へ（off vocal）
  4. 雨音のregret（off vocal）

### アルバム
- 1st「Two my self」2004年1月21日発売
  1. H.P.D. -happy days-
  2. Two my self
  3. EVER FREE
  4. Best Partner
  5. wanderer
  6. 夢のありか 〜realize your dream〜

- 2nd「MOON VENUS」2005年8月3日発売
  1. こころ咲き誇れ
  2. MOON VENUS
  3. ギャンブラー！
  4. 永遠の夏
  5. 満ち干
  6. ALL MY LIFE
  7. 風の歌をきけ

- 3rd「Brand-New Future」2007年8月1日発売
  1. Brand-New Future
  2. Dearest You
  3. EVER FREE（musou version）
  4. 永遠の夏
  5. Two my self
  6. ギャンブラー！
  7. H.P.D. -happy days-
  8. 夢のありか 〜realize your dream〜
  9. ALL MY LIFE
  10. 約束の地へ
  11. EVER FREE（live version）
  12. 賽を振れ（live version）
  13. 雨音のRegret（live version）

- 4th「BLUE STEEL KNIGHT」2008年9月24日発売(KECH-1475)
  1. BLUE STEEL KNIGHT(GAMECITY文庫『鬼灯高校退魔部 ことしろや！』テーマソング)
  2. RED HOT ROSES
  3. White Silent Eve
  4. BLUE STEEL KNIGHT(Off Vocal)
- 5th「MICHAEL」2010年2月10日発売(KECH-1540)
  1. MICHAEL
  2. Speciality
  3. Do Me Baby
  4. MICHAEL(OFF VOCAL)

- 6th「Monotone Rainbow」（CD+DVD） 2010年5月19日発売
ディスク：1（CD）
  1. Monotone Rainbow
  2. road movie
  3. Epilogue〜薫る季節の中で〜
  4. Monotone Rainbow (Off Vocal)
  5. 風の歌をきけ
  6. BRAND-NEW FUTURE

ディスク：2（DVD）
  1. Dearest You
  2. 雨音のRegret
  3. MC
  4. 夢のありか〜realize your dream〜
  5. 風の歌をきけ
  6. Brand-New Future

### トークCD
- 2HEARTSスペシャルトークCD　ZEPPヴァージョン
- 2009年2月7日

1. 2HEARTS 2nd ワンマンライブ贈りプレゼント

- 2HEARTSスペシャルトークCD　BLITZヴァージョン
- 2009年2月8日

1. 2HEARTS 2nd ワンマンライブ贈りプレゼント

### 映像
- The "GAMBARE" Live ～元気になりに来い！～
  - 2005年11月23日発売
- ネオロマンス・ライヴ HOT! 10 Count down Radio ROCKET☆PUNCH!
  - 2006年5月23日発売
- ライブビデオ ネオロマンスライブ HOT!10 Countdown RadioII ROCKET★PUNCH!2
  - 2008年2月27日発売
- ライブビデオ ネオロマンスライブ HOT!10 Countdown RadioII ROCKET★PUNCH!3
  - 2009年1月28日発売
- ネオロマンスライヴ ROCKET★PUNCH! DVD BOX 
  - 2009年3月25日発売

### ラジオCD
コーナー担当 
- ネオロマンス♡ライヴHOT!10 Countdown Radio on CD　#01
  - 2007年1月31日発売
- ネオロマンス♡ライヴHOT!10 Countdown Radio on CD　#02
  - 2007年2月28日発売
- ネオロマンス♡ライヴHOT!10 Countdown Radio on CD　#03
  - 2007年5月23日発売
- 燃焼！ ネオロマンス♡ライヴHOT!10 Countdown Radio II on CD
  - 2007年9月19日発売